# Can Rovira (Cornellà del Terri)
Can Rovira és una masia de Cornellà del Terri (Pla de l'Estany) inclosa a l'Inventari del Patrimoni Arquitectònic de Catalunya.

## Descripció
Edifici de planta quadrada, desenvolupat en planta baixa, planta pis i golfes, estructurat en tres crugies paral·leles. La coberta és de teula àrab a quatre vessants. Les parets estructurals són de maçoneria, arrebossada i amb restes de pintura a les façanes, deixant a la vista els carreus de pedra de Banyoles a les cantonades. El sostre de la planta baixa és fet amb volta de rajol enguixada i pintada. El sostre del pis és construït amb bigues de ferro i revoltó ceràmic.

## Història
La casa ha estat reformada, ja que inicialment el balcó del primer pis recorria tot el perímetre de les façanes de llevant. També hi havia hagut un badalot d'escala que sobresortia de la coberta, ja desaparegut.